# Kingham
Pour les articles homonymes, voir Kingham (homonymie).
Kingham est une paroisse civile et un village de l'Oxfordshire, en Angleterre.